# Китайска гигантска саламандра
Китайска гигантска саламандра (Andrias davidianus) е вид земноводно от семейство Cryptobranchidae. Видът е критично застрашен от изчезване. Разпространен е в Китай.

## Описание
Китайският гигантски саламандър със своите 1,8 метра дължина и тегло 63 килограма са най-големите съвременни земноводни. Техните предци са бродили по Земята през последните 170 милиона години, но днешният вид Andrias davidianus някога в изобилие в цял Китай, сега е на път да изчезне.

## Размножаване
Китайската гигантска саламандра се размножава чрез яйца (хайвер) от които до две седмици се излюпват попови лъжички. След два месеца те вече приличат на зрели индивиди, но съзряват полово към третата година. Снасят до 3 000 яйца.

## Хранене
Храни се с безгръбначни: водни червеи, водни паяци и водни охлюви.